# Miguel Cabezas Montemayor
Miguel Cabezas Montemayor fou un polític espanyol, diputat per Sort durant la restauració borbònica.
Germà del financer Rafael Cabezas Montemayor, diputat pel districte de Tremp. Va treballar com a agent de borsa i va treballar a la hisenda de Cuba. Fou elegit diputat pel districte de Sort a les eleccions generals espanyoles de 1879. El 1880 va ingressar al Partit Liberal i es mostrà proper a Arsenio Martínez-Campos Antón. És autor de diversos treballs de temàtica econòmica.

## Obres
- Memoria financiera. Isla de Puerto Rico (1884-1886)
- Lecciones de ciencia social
- Sofismas económicos
- La balanza de comercio